# Straelenia araucariana
Straelenia araucariana is een halfvleugelig insect uit de familie schuimcicaden (Cercopidae). De wetenschappelijke naam van deze soort is voor het eerst geldig gepubliceerd in 1955 door Victor Lallemand en Henri Synave.